# I liga paragwajska w piłce nożnej (2004)
Mistrzem Paragwaju został klub Cerro Porteño, natomiast wicemistrzem Paragwaju – Club Libertad.
Sezon podzielony został na dwa turnieje – Apertura i Clausura. Zwycięzcy obu turniejów mieli zmierzyć się o mistrzostwo kraju. Zwycięzca miał zdobyć tytuł mistrza, a przegrany tytuł wicemistrza Paragwaju. Ponieważ zarówno turniej Apertura jak i Clausura wygrał klub Cerro Porteño, nie było konieczności rozgrywania meczów o tytuł mistrza Paragwaju. Podobnie o tytuł wicemistrza Paragwaju mieli zmierzyć się wicemistrzowie Apertura i Clausura, ale i tutaj w obu turniejach wicemistrzem został klub Club Libertad.
Do turniejów międzynarodowych zakwalifikowały się następujące kluby:
- Copa Sudamericana 2004: Cerro Porteño, Club Libertad
- Copa Libertadores 2005: Cerro Porteño, Club Libertad, Tacuary Asunción

Do drugiej ligi spadły dwa kluby – Sport Colombia Fernando de la Mora i Club Sol de América, a na ich miejsce awansowały 3 de Febrero Ciudad del Este i General Caballero Asunción.

## Torneo Apertura 2004

### Apertura 1
| Data          | Mecz                                                                                               |
| ------------- | -------------------------------------------------------------------------------------------------- |
| 7 lutego 2004 | Sportivo Luqueño – 12 de Octubre Itaugua 0:0                                                       |
| 8 lutego 2004 | Club Nacional – Sport Colombia Fernando de la Mora 1:1 Orlando Bareiro 40 – Pedro Antonio López 42 |
| 8 lutego 2004 | Club Libertad – Tacuary Asunción 2:1 Hugo Centurión 32, Pedrinho 40 – Cristian Riveros 61          |
| 8 lutego 2004 | Club Guaraní – Cerro Porteño 1:3 Osvaldo Díaz 91 – Erwin Ávalos 30, Julio dos Santos 70, 84        |
| 8 lutego 2004 | Club Olimpia – Club Sol de América 2:0 Alberto Zapata 6, Julio César Cáceres 61                    |

### Apertura 2
| Data           | Mecz |
| -------------- | --- |
| 13 lutego 2004 | Club Olimpia – Club Nacional 1:1 Mauro Caballero 46 – Troadio Duarte 47                                                       |
| 14 lutego 2004 | Club Sol de América – Club Guaraní 0:1 Kenji Fukuda 50                                                                        |
| 14 lutego 2004 | Tacuary Asunción – Sport Colombia Fernando de la Mora 3:0 Gustavo Sanabria 27, Carlos Luis Torres 71, Gerardo Traverso 91     |
| 15 lutego 2004 | Cerro Porteño – Sportivo Luqueño 1:1 Christian Andersen 46 – Ernesto Cristaldo 58                                             |
| 15 lutego 2004 | 12 de Octubre Itaugua – Club Libertad 1:4 César Cáceres Cañete 61 – Roberto Bonet 25, Juan Samudio 32k, 54, Freddy Bareiro 49 |

### Apertura 3
| Data           | Mecz |
| -------------- | --- |
| 20 lutego 2004 | Club Libertad – Cerro Porteño 0:0 |
| 21 lutego 2004 | Club Nacional – Tacuary Asunción 0:2 Gustavo Sanabria 13, Raúl Román 21k                                                                                     |
| 21 lutego 2004 | Sport Colombia Fernando de la Mora – 12 de Octubre Itaugua 3:2 Ismael Martínez 9, Florencio Villalba 16, 34 – Ever Barrientos 24, Ignacio Rolón 87           |
| 21 lutego 2004 | Club Guaraní – Club Olimpia 0:0 |
| 22 lutego 2004 | Sportivo Luqueño – Club Sol de América 4:2 Juan Bautista Yegros 39, Christian Fatecha 48, Héctor Sánchez 63, 89 – Juan Carlos Centurión 26, Marcial Garay 36 |

### Apertura 4
| Data           | Mecz                                                                                                 |
| -------------- | --- |
| 28 lutego 2004 | Club Guaraní – Club Nacional 2:0 Pedro Irala 63, Osvaldo Díaz 68                                     |
| 29 lutego 2004 | Club Olimpia – Sportivo Luqueño 2:1 Martín del Campo 22, David Villalba 66 – Derlis Cardozo 44       |
| 29 lutego 2004 | Club Sol de América – Club Libertad 1:2 Cristian Jara Lunghi 68 – Freddy Bareiro 32, Juan Samudio 79 |
| 29 lutego 2004 | Cerro Porteño – Sport Colombia Fernando de la Mora 1:0 César Augusto Ramírez 45                      |
| 29 lutego 2004 | 12 de Octubre Itaugua – Tacuary Asunción 0:0                                                         |

### Apertura 5
| Data         | Mecz |
| ------------ | --- |
| 5 marca 2004 | Club Libertad – Club Olimpia 4:1 Juan Samudio 16, 49, Pedrinho 32, Freddy Bareiro 75 – Sergio Órteman 56 |
| 6 marca 2004 | Sport Colombia Fernando de la Mora – Club Sol de América 1:1 Crispín Benítez 29 – David Gómez 49         |
| 7 marca 2004 | Club Nacional – 12 de Octubre Itaugua 1:0 Julio Valentín González 91                                     |
| 7 marca 2004 | Tacuary Asunción – Cerro Porteño 0:1 Erwin Ávalos 54                                                     |
| 7 marca 2004 | Sportivo Luqueño – Club Guaraní 0:0                                                                      |

### Apertura 6
| Data          | Mecz |
| ------------- | --- |
| 12 marca 2004 | Cerro Porteño – 12 de Octubre Itaugua 1:2 César Augusto Ramírez 84 – Marcial Garay 52, Walter Ávalos 59                                                         |
| 13 marca 2004 | Club Olimpia – Sport Colombia Fernando de la Mora 5:3 Mauro Caballero 19, 90, Patricio Camps 27, 58, 59 – Hugo Notario 25, Crispín Benítez 7, Carlos Mereles 37 |
| 14 marca 2004 | Club Sol de América – Tacuary Asunción 0:1 Carlos Luis Torres 72                                                                                                |
| 14 marca 2004 | Sportivo Luqueño – Club Nacional 1:1 Tobie Mimboe 66 – Luis Monzón 77k                                                                                          |
| 14 marca 2004 | Club Guaraní – Club Libertad 0:6 Juan Samudio 39, Freddy Bareiro 48, 76, 79, 87k, Osvaldo Cohener 89                                                            |

### Apertura 7
| Data            | Mecz |
| --------------- | --- |
| 17 marca 2004   | Club Nacional – Cerro Porteño 2:3 Troadio Duarte 27, Luis Monzón 81 – Erwin Ávalos 29, Pedro Benítez 31, César Augusto Ramírez 50    |
| 24 marca 2004   | Club Libertad – Sportivo Luqueño 6:1 Freddy Bareiro 2, 37, Juan Samudio 25, 86k, Derlis Soto 47, 70 – Diego López 28k                |
| 24 marca 2004   | Tacuary Asunción – Club Olimpia 3:0 Celso González Ferreira 21, Raúl Román 45, Carlos Leite 62                                       |
| 28 marca 2004   | 12 de Octubre Itaugua – Club Sol de América 3:1 Marcial Garay 6, Richard Leite 69, Claudio Campos 90 – Mariano Barrientos 9          |
| 7 kwietnia 2004 | Sport Colombia Fernando de la Mora – Club Guaraní 2:3 Alfredo Benítez 84, Crispín Benítez 90 – Edgar González 1, Osvaldo Díaz 71, 80 |

### Apertura 8
| Data          | Mecz |
| ------------- | --- |
| 20 marca 2004 | Club Olimpia – 12 de Octubre Itaugua 1:0 Sergio Órteman 14                                                               |
| 21 marca 2004 | Club Sol de América – Cerro Porteño 0:2 Julio dos Santos 36, Erwin Ávalos 63                                             |
| 21 marca 2004 | Club Libertad – Club Nacional 0:1 Carlos Alberto González 90                                                             |
| 21 marca 2004 | Sportivo Luqueño – Sport Colombia Fernando de la Mora 2:1 Gabriel Garcete 58, Derlis Cardozo 90k – Florencio Villalba 52 |
| 21 marca 2004 | Club Guaraní – Tacuary Asunción 1:1 Pedro Irala 73k – Denis Russi 20                                                     |

### Apertura 9
| Data            | Mecz |
| --------------- | --- |
| 3 kwietnia 2004 | Cerro Porteño – Club Olimpia 1:1 Sergio Órteman 10 – Aldo Jara 71                                                                                     |
| 4 kwietnia 2004 | Club Nacional – Club Sol de América 1:2 Troadio Duarte 21 – Juan Godoy 48, Aldo Sanabria 82                                                           |
| 4 kwietnia 2004 | 12 de Octubre Itaugua – Club Guaraní 2:1 Richard Leite 78, 80 – Ever Miers 12                                                                         |
| 4 kwietnia 2004 | Tacuary Asunción – Sportivo Luqueño 5:1 Carlos Luis Torres 11, 80, Raúl Román 45, Cristian Riveros 49, Celso González Ferreira 60 – César Martínez 68 |
| 4 kwietnia 2004 | Sport Colombia Fernando de la Mora – Club Libertad 0:4 Ignacio Paniagua 26s, Hugo Centurión 42, Arnaldo Vera 60, Edgar Robles 92                      |

### Apertura 10
| Data             | Mecz                                                                                              |
| ---------------- | ------------------------------------------------------------------------------------------------- |
| 10 kwietnia 2004 | Club Sol de América – Club Olimpia 0:0                                                            |
| 10 kwietnia 2004 | Tacuary Asunción – Club Libertad 1:1 Celso González Ferreira 66 – Gustavo Morínigo 43             |
| 10 kwietnia 2004 | Cerro Porteño – Club Guaraní 3:1 Julio dos Santos 2, 28k, Erwin Ávalos 42 – Osvaldo Díaz 3        |
| 11 kwietnia 2004 | Sport Colombia Fernando de la Mora – Club Nacional 1:1 Florencio Villalba 20 – Rodrigo Mendoza 47 |
| 11 kwietnia 2004 | 12 de Octubre Itaugua – Sportivo Luqueño 0:1 Cristian Andersen 46                                 |

### Apertura 11
| Data             | Mecz |
| ---------------- | --- |
| 14 kwietnia 2004 | Sport Colombia Fernando de la Mora – Tacuary Asunción 2:1 José Ñamandú 5, Carlos Mereles 83 – Raúl Román 71                                   |
| 14 kwietnia 2004 | Sportivo Luqueño – Cerro Porteño 0:1 Julio dos Santos 57                                                                                      |
| 22 kwietnia 2004 | Club Guaraní – Club Sol de América 1:1 Kenji Fukuda 52 – Juan Godoy 73k                                                                       |
| 23 kwietnia 2004 | Club Libertad – 12 de Octubre Itaugua 1:1 Juan Samudio 18k – Juan Carlos Benítez 81                                                           |
| 23 kwietnia 2004 | Club Nacional – Club Olimpia 2:3 Julio Valentín González 53, Luis Monzón 59 – Francisco Esteche 22, Sergio Órteman 46, Carlos Estigarribia 66 |

### Apertura 12
| Data             | Mecz |
| ---------------- | --- |
| 17 kwietnia 2004 | Club Sol de América – Sportivo Luqueño 2:2 David Gómez 46, Hugo Ovelar 78k – Christian Andersen 3, Diego Martínez Ortigoza 71 |
| 18 kwietnia 2004 | Tacuary Asunción – Club Nacional 2:1 Gustavo Sanabria 39, Julio Ortellado 88 – Julio Valentín González 2                      |
| 18 kwietnia 2004 | 12 de Octubre Itaugua – Sport Colombia Fernando de la Mora 2:1 Marcial Garay 41, José Mendieta 68 – Ignacio Paniagua 54       |
| 18 kwietnia 2004 | Cerro Porteño – Club Libertad 2:2 Ernesto Cristaldo 31, Jorge Achucarro 52 – Pedrinho 15, Freddy Bareiro 64                   |
| 19 kwietnia 2004 | Club Olimpia – Club Guaraní 1:3 Sergio Órteman 48k – Osvaldo Díaz 17, Pablo Giménez 32, Aureliano Torres 79                   |

### Apertura 13
| Data        | Mecz |
| ----------- | --- |
| 4 maja 2004 | Sport Colombia Fernando de la Mora – Cerro Porteño 0:1 Pedro Benítez 28                                                                |
| 5 maja 2004 | Club Nacional – Club Guaraní 1:0 Diego Arévalos 22                                                                                     |
| 5 maja 2004 | Sportivo Luqueño – Club Olimpia 2:3 Andrés Pérez Matto 53, Héctor Sánchez 92 – Mauro Caballero 48, Julio Enciso 62k, David Villalba 72 |
| 5 maja 2004 | Club Libertad – Club Sol de América 1:0 Juan Samudio 26                                                                                |
| 5 maja 2004 | Tacuary Asunción – 12 de Octubre Itaugua 4:1 Gustavo Sanabria 52, Carlos Luis Torres 62, Gerardo Traverso 63, 72 – Marcial Garay 8     |

### Apertura 14
| Data        | Mecz |
| ----------- | --- |
| 8 maja 2004 | Cerro Porteño – Tacuary Asunción 1:0 Erwin Ávalos 75                                                         |
| 9 maja 2004 | Club Olimpia – Club Libertad 0:3 Derlis Soto 60, 69, Roberto Amarilla 75                                     |
| 9 maja 2004 | Club Guaraní – Sportivo Luqueño 1:0 Kenji Fukuda 34                                                          |
| 9 maja 2004 | Club Sol de América – Sport Colombia Fernando de la Mora 1:0 Hugo Ovelar 76                                  |
| 9 maja 2004 | 12 de Octubre Itaugua – Club Nacional 1:2 Alfredo Jara 35 – Julio Valentín González 51, Francisco Escobar 53 |

### Apertura 15
| Data        | Mecz |
| ----------- | --- |
| 9 maja 2004 | Club Nacional – Sportivo Luqueño 1:1 Fabio Escobar 44 – Christian Fatecha 75                                                    |
| 9 maja 2004 | Sport Colombia Fernando de la Mora – Club Olimpia 2:0 Florencio Villalba 6, César Bordaberry 90k                                |
| 9 maja 2004 | Tacuary Asunción – Club Sol de América 0:1 David Gómez 54                                                                       |
| 9 maja 2004 | 12 de Octubre Itaugua – Cerro Porteño 1:4 Alfredo Jara 61 – Julio dos Santos 32k, César Augusto Ramírez 34, Erwin Ávalos 43, 59 |
| 9 maja 2004 | Club Libertad – Club Guaraní 3:0 Freddy Bareiro 29, 68, Gustavo Morínigo 53                                                     |

### Apertura 16
| Data            | Mecz |
| --------------- | --- |
| 13 czerwca 2004 | Club Guaraní – Sport Colombia Fernando de la Mora 2:1 Osvaldo Díaz 16k, Aureliano Torres 57 – César Bordaberry 40k |
| 13 czerwca 2004 | Sportivo Luqueño – Club Libertad 1:1 Cristian Andersen 47 – Juan Samudio 21                                        |
| 13 czerwca 2004 | Cerro Porteño – Club Nacional 2:1 César Augusto Ramírez 58, 65 – Luis Monzón 30                                    |
| 14 czerwca 2004 | Club Sol de América – 12 de Octubre Itaugua 1:0 Hugo Ovelar 53                                                     |
| 14 czerwca 2004 | Club Olimpia – Tacuary Asunción 0:1 Carlos Leite 58                                                                |

### Apertura 17
| Data            | Mecz |
| --------------- | --- |
| 19 czerwca 2004 | Tacuary Asunción – Club Guaraní 0:1 Pablo Giménez 53                                                                                      |
| 20 czerwca 2004 | Club Nacional – Club Libertad 2:1 Julio Valentín González 16, Fabio Escobar 19 – Juan Samudio 2                                           |
| 20 czerwca 2004 | Cerro Porteño – Club Sol de América 3:0 Sergio Aquino 33, Erwin Ávalos 49, César Augusto Ramírez 81                                       |
| 20 czerwca 2004 | 12 de Octubre Itaugua – Club Olimpia 1:0 José Mendieta 71k                                                                                |
| 20 czerwca 2004 | Sport Colombia Fernando de la Mora – Sportivo Luqueño 3:1 José Ñamandú 5, Florencio Villalba 56, Arnaldo Alonso 69 – Christian Fatecha 17 |

### Apertura 18
| Data            | Mecz |
| --------------- | --- |
| 26 czerwca 2004 | Club Libertad – Sport Colombia Fernando de la Mora 3:0 Gustavo Morínigo 35, Derlis Soto 57, Juan Samudio 70 |
| 26 czerwca 2004 | Club Sol de América – Club Nacional 1:0 Christian Bogado 46                                                 |
| 27 czerwca 2004 | Club Guaraní – 12 de Octubre Itaugua 2:1 Julio César Manzur 1, Kenji Fukuda 22k – Marcial Garay 42          |
| 27 czerwca 2004 | Sportivo Luqueño – Tacuary Asunción 0:0                                                                     |
| 27 czerwca 2004 | Club Olimpia – Cerro Porteño 1:1 David Villalba 27 – César Augusto Ramírez 63                               |

### Tabela końcowa Apertura 2004
| Poz | Klub                               | Mecze | Zw | Rem | Por | Pkt | BrZd | BrStr |
| --- | ---------------------------------- | ----- | -- | --- | --- | --- | ---- | ----- |
| 1   | Cerro Porteño                      | 18    | 12 | 5   | 1   | 41  | 31   | 13    |
| 2   | Club Libertad                      | 18    | 11 | 5   | 2   | 38  | 44   | 13    |
| 3   | Tacuary Asunción                   | 18    | 8  | 4   | 6   | 28  | 25   | 13    |
| 4   | Club Guaraní                       | 18    | 8  | 4   | 6   | 28  | 20   | 25    |
| 5   | Club Olimpia                       | 18    | 6  | 5   | 7   | 23  | 21   | 28    |
| 6   | Club Nacional                      | 18    | 5  | 5   | 8   | 20  | 19   | 24    |
| 7   | Club Sol de América                | 18    | 5  | 4   | 9   | 19  | 14   | 24    |
| 8   | 12 de Octubre Itaugua              | 18    | 5  | 3   | 10  | 18  | 18   | 28    |
| 9   | Sportivo Luqueño                   | 18    | 3  | 8   | 7   | 17  | 19   | 30    |
| 10  | Sport Colombia Fernando de la Mora | 18    | 4  | 3   | 11  | 15  | 21   | 34    |

## Turniej zimowy
Celem turnieju było wyłonienie drugiego zespołu do Copa Sudamericana 2004.

### 1/2 finału
| Data          | Mecz |
| ------------- | --- |
| 3 lipca 2004  | Club Guaraní – Tacuary Asunción 3:2 Pablo Giménez 10, 76, Kenji Fukuda 90k – Luciano Vera 29, Julio Ortellado 42                                        |
| 4 lipca 2004  | Cerro Porteño – Club Olimpia 5:1 Julio dos Santos 10, Jorge Achucarro 15, 24, 53, César Augusto Ramírez 20 – Julio Enciso 40k                           |
| 9 lipca 2004  | Tacuary Asunción – Club Guaraní 3:4 Emilio Ibarra 67, Luciano Vera 77k, Carlos Luis Torres 86 – Edgar González 5, Pablo Giménez 32, Kenji Fukuda 47, 69 |
| 10 lipca 2004 | Cerro Porteño – Club Olimpia 1:0 Santiago Salcedo 7 |

### Finał
| Data            | Mecz |
| --------------- | --- |
| 17 lipca 2004   | Club Guaraní – Cerro Porteño 1:3 Edgar González 32 – Santiago Salcedo 47, César Augusto Ramírez 51, Jorge Achucarro 70 |
| 4 sierpnia 2004 | Cerro Porteño – Club Guaraní 0:1 Alcides Rodas 27                                                                      |

Zwycięzca turnieju zimowego Cerro Porteño zakwalifikował się jako drugi zespół obok Club Libertad (mistrz Paragwaju w sezonie 2003)  do Copa Sudamericana 2004.

## Torneo Clausura 2004

### Clausura 1
| Data            | Mecz                                                                                              |
| --------------- | ------------------------------------------------------------------------------------------------- |
| 7 sierpnia 2004 | Club Sol de América – Club Libertad 1:2 Christian Bogado 53 – Daniel Sanabria 7, Juan Samudio 68k |
| 7 sierpnia 2004 | Tacuary Asunción – Sport Colombia Fernando de la Mora 0:0                                         |
| 7 sierpnia 2004 | Cerro Porteño – Club Nacional 3:0 Mario Grana 16, Erwin Ávalos 57, Jorge Achucarro 73             |
| 8 sierpnia 2004 | Club Guaraní – Sportivo Luqueño 0:0                                                               |
| 8 sierpnia 2004 | 12 de Octubre Itaugua – Club Olimpia 0:2 César 22, 66                                             |

### Clausura 2
| Data             | Mecz |
| ---------------- | --- |
| 14 sierpnia 2004 | Club Nacional – Tacuary Asunción 1:1 Luis Monzón 40k – Luciano Vera 22k                                                                  |
| 15 sierpnia 2004 | Cerro Porteño – 12 de Octubre Itaugua 2:0 César Augusto Ramírez 32, Inca 89                                                              |
| 15 sierpnia 2004 | Sport Colombia Fernando de la Mora – Club Sol de América 3:2 Nelson Romero 27, Arnaldo Alonso 30, 64k – Jailson Alves 56, Hugo Ovelar 65 |
| 15 sierpnia 2004 | Club Libertad – Club Guaraní 1:0 Raúl Damiani 86                                                                                         |
| 15 sierpnia 2004 | Sportivo Luqueño – Club Olimpia 1:1 Arístides Masi 4 – Leandro Machado 27                                                                |

### Clausura 3
| Data             | Mecz                                                                                                 |
| ---------------- | --- |
| 20 sierpnia 2004 | Club Olimpia – Club Libertad 2:0 Raúl Román 22, Juan Ángel Paredes 83                                |
| 20 sierpnia 2004 | Tacuary Asunción – Cerro Porteño 0:0                                                                 |
| 22 sierpnia 2004 | 12 de Octubre Itaugua – Sportivo Luqueño 3:0 Robson Lima 16, José Mendieta 73, Francisco Ferreira 91 |
| 22 sierpnia 2004 | Club Guaraní – Sport Colombia Fernando de la Mora 1:0 Kenji Fukuda 56                                |
| 22 sierpnia 2004 | Club Sol de América – Club Nacional 0:1 Óscar Cardozo 1                                              |

### Clausura 4
| Data             | Mecz |
| ---------------- | --- |
| 22 sierpnia 2004 | Tacuary Asunción – 12 de Octubre Itaugua 1:0 Celso González Ferreira 48                                                                    |
| 22 sierpnia 2004 | Cerro Porteño – Club Sol de América 1:0 Julio dos Santos 69                                                                                |
| 22 sierpnia 2004 | Club Nacional – Club Guaraní 7:0 Óscar Cardozo 3, 35, Carlos Alberto González 12, 71, Luis Monzón 51, Fabio Escobar 81, Marcos Morínigo 89 |
| 22 sierpnia 2004 | Sport Colombia Fernando de la Mora – Club Olimpia 3:2 Jorge Florentín 22, 53, 89 – Leandro Machado 8, 71                                   |
| 22 sierpnia 2004 | Club Libertad – Sportivo Luqueño 3:2 Juan Samudio 1, Héctor Benítez 38, Derlis Soto 52 – Carlos Alvarenga 10, Hugo Luzardi 63              |

### Clausura 5
| Data             | Mecz |
| ---------------- | --- |
| 11 września 2004 | Club Guaraní – Cerro Porteño 3:0 Pablo Giménez 39, 81, Kenji Fukuda 61                                                                    |
| 12 września 2004 | 12 de Octubre Itaugua – Club Libertad 2:0 Silvio Garay 3, Justo Rolando Meza 70                                                           |
| 12 września 2004 | Sportivo Luqueño – Sport Colombia Fernando de la Mora 3:2 Daniel Ferreira 65, 87, Hugo Luzardi 78 – Jorge Florentín 20, Arnaldo Alonso 84 |
| 12 września 2004 | Club Olimpia – Club Nacional 1:1 Pedro Reyes 22 – Fabio Escobar 52                                                                        |
| 12 września 2004 | Club Sol de América – Tacuary Asunción 1:1 Jailson Alves 33 – Diego Caneza 85                                                             |

### Clausura 6
| Data             | Mecz |
| ---------------- | --- |
| 18 września 2004 | Club Sol de América – 12 de Octubre Itaugua 2:2 Líder Mármol 39, Carlos Recalde 67 – Justo Rolando Meza 33, Virgilio Ferreira 68 |
| 18 września 2004 | Tacuary Asunción – Club Guaraní 0:0                                                                                              |
| 18 września 2004 | Club Nacional – Sportivo Luqueño 0:0                                                                                             |
| 18 września 2004 | Sport Colombia Fernando de la Mora – Club Libertad 3:1 Carlos Mereles 77, Nelson Romero 85, Guido Alvarenga 91k – Pedrinho 24    |
| 19 września 2004 | Cerro Porteño – Club Olimpia 3:1 César Augusto Ramírez 41, Roberto Amarilla 49, Julio dos Santos 66 – Julio César Enciso 44k     |

### Clausura 7
| Data             | Mecz |
| ---------------- | --- |
| 19 września 2004 | Club Libertad – Club Nacional 3:0 Freddy Bareiro 15, 65, Juan Samudio 72                                      |
| 19 września 2004 | Sportivo Luqueño – Cerro Porteño 1:0 Daniel Ferreira 39                                                       |
| 19 września 2004 | 12 de Octubre Itaugua – Sport Colombia Fernando de la Mora 0:0                                                |
| 19 września 2004 | Club Guaraní – Club Sol de América 0:0                                                                        |
| 19 września 2004 | Club Olimpia – Tacuary Asunción 3:2 Raúl Román 33, 69, Leandro Machado 94 – Emilio Ibarra 20, Diego Caneza 89 |

### Clausura 8
| Data             | Mecz |
| ---------------- | --- |
| 26 września 2004 | Club Guaraní – 12 de Octubre Itaugua 4:4 Osvaldo Díaz 47, Pablo Giménez 56, Víctor Cabrera 59, Julio César Manzur 76 – Richard Leite 66, 74, Aníbal Pacheco 81k, Gilberto Palacios 91 |
| 26 września 2004 | Club Sol de América – Club Olimpia 1:0 Jailson Alves 13 |
| 26 września 2004 | Tacuary Asunción – Sportivo Luqueño 0:0 |
| 26 września 2004 | Cerro Porteño – Club Libertad 0:1 Juan Samudio 43 |
| 27 września 2004 | Club Nacional – Sport Colombia Fernando de la Mora 4:1 Carlos A. González 12, 52, Carlos Villagra 60, 68 – Arnaldo Alonso 45                                                          |

### Clausura 9
| Data                | Mecz                                                                                        |
| ------------------- | ------------------------------------------------------------------------------------------- |
| 2 października 2004 | Sport Colombia Fernando de la Mora – Cerro Porteño 0:1 Jorge Achucarro 89                   |
| 3 października 2004 | 12 de Octubre Itaugua – Club Nacional 0:2 Fabio Escobar 23, Ángel Martínez 79k              |
| 3 października 2004 | Club Libertad – Tacuary Asunción 0:0                                                        |
| 3 października 2004 | Sportivo Luqueño – Club Sol de América 1:2 Arístides Masi 81 – Juan Carlos Centurión 35, 49 |
| 3 października 2004 | Club Olimpia – Club Guaraní 1:1 Leandro Machado 85 – Osvaldo Díaz 77                        |

### Clausura 10
| Data                 | Mecz |
| -------------------- | --- |
| 16 października 2004 | Club Nacional – Cerro Porteño 1:3 Carlos Alberto González 48 – Julio dos Santos 8, Santiago Salcedo 47, Pedro Benítez 83 |
| 17 października 2004 | Sportivo Luqueño – Club Guaraní 2:2 Héctor Núñez 14k, César Martínez 61 – Pablo Giménez 44, Alcides Rodas 70k            |
| 17 października 2004 | Sport Colombia Fernando de la Mora – Tacuary Asunción 0:1 Cristian Riveros 91                                            |
| 17 października 2004 | Club Olimpia – 12 de Octubre Itaugua 1:2 Jorge Brítez 68 – Gilberto Palacios 25, Virgilio Ferreira 89                    |
| 17 października 2004 | Club Libertad – Club Sol de América 4:1 Juan Samudio 2, 65, Derlis Soto 37, Jorge Luis Campos 89 – Jorge Rodríguez 75    |

### Clausura 11
| Data                 | Mecz |
| -------------------- | --- |
| 23 października 2004 | Club Guaraní – Club Libertad 1:3 Diego Balbuena 85 – Pablo Garnier 30, Juan Samudio 55, 58                                   |
| 24 października 2004 | Club Sol de América – Sport Colombia Fernando de la Mora 1:2 Jorge Rodríguez 14 – Cristian Cardozo 69, Florencio Villalba 82 |
| 24 października 2004 | 12 de Octubre Itaugua – Cerro Porteño 0:0                                                                                    |
| 24 października 2004 | Tacuary Asunción – Club Nacional 0:0                                                                                         |
| 24 października 2004 | Club Olimpia – Sportivo Luqueño 1:2 Leandro Machado 40 – Hugo Luzardi 80, Derlis Florentín 84                                |

### Clausura 12
| Data                 | Mecz |
| -------------------- | --- |
| 27 października 2004 | Sport Colombia Fernando de la Mora – Club Guaraní 2:2 Guido Alvarenga 35, Mauricio Pérez 74 – Alcides Rodas 31, Osvaldo Díaz 57 |
| 27 października 2004 | Club Nacional – Club Sol de América 1:3 Ángel Martínez 90 – Cristian Bogado 46, Carlos Recalde 52, Alejandro Ormos 93           |
| 27 października 2004 | Club Libertad – Club Olimpia 1:0 Daniel Sanabria 66                                                                             |
| 27 października 2004 | Sportivo Luqueño – 12 de Octubre Itaugua 1:1 César Martínez 63 – Silvio Garay 31                                                |
| 3 listopada 2004     | Cerro Porteño – Tacuary Asunción 2:0 Jorge Achucarro 11, Julio dos Santos 22                                                    |

### Clausura 13
| Data                 | Mecz |
| -------------------- | --- |
| 31 października 2004 | Club Sol de América – Cerro Porteño 1:2 Luis Cupla 74 – Darío Caballero 22, Sergio Aquino 81               |
| 31 października 2004 | 12 de Octubre Itaugua – Tacuary Asunción 1:1 Aníbal Pacheco 91 – Julio Ortellado 38                        |
| 31 października 2004 | Club Guaraní – Club Nacional 1:2 Aureliano Torres 44 – Mauro Monges 1, Fabio Escobar 75                    |
| 31 października 2004 | Club Olimpia – Sport Colombia Fernando de la Mora 0:2 Arnaldo Alonso 58, Florencio Villalba 69             |
| 1 listopada 2004     | Sportivo Luqueño – Club Libertad 3:1 César Cáceres Cañete 5, Aristides Masi 37k, 53 – Jorge Luis Campos 75 |

### Clausura 14
| Data             | Mecz |
| ---------------- | --- |
| 6 listopada 2004 | Club Libertad – 12 de Octubre Itaugua 0:0                                                               |
| 6 listopada 2004 | Cerro Porteño – Club Guaraní 5:0 Pedro Benítez 9, 79, César Augusto Ramírez 35, 41, Jorge Achucarro 90k |
| 7 listopada 2004 | Sport Colombia Fernando de la Mora – Sportivo Luqueño 1:1 Florencio Villalba 41 – Héctor Núñez 77       |
| 7 listopada 2004 | Tacuary Asunción – Club Sol de América 1:1 Edgar Gamarra 91k – Juan Carlos Centurión 39                 |
| 7 listopada 2004 | Club Nacional – Club Olimpia 1:2 Troadio Duarte 46 – Leandro Machado 39, Derlis González 47             |

### Clausura 15
| Data              | Mecz |
| ----------------- | --- |
| 20 listopada 2004 | 12 de Octubre Itaugua – Club Sol de América 2:3 Marcial Garay 37, Justo Rolando Meza 69 – Líder Mármol 13, Aldo Sanabria 55, Juan Carlos Centurión 62k     |
| 20 listopada 2004 | Club Guaraní – Tacuary Asunción 0:0 |
| 20 listopada 2004 | Club Libertad – Sport Colombia Fernando de la Mora 1:1 Osvaldo Cohener 70 – Florencio Villalba 82                                                          |
| 21 listopada 2004 | Sportivo Luqueño – Club Nacional 3:3 Derlis Florentín 36, Daniel Ferreira 46, Raul Arviniagaldez 63 – Fabio Escobar 51, Dante López 58, Carlos Villagra 87 |
| 21 listopada 2004 | Club Olimpia – Cerro Porteño 0:1 Julio dos Santos 70 |

### Clausura 16
| Data              | Mecz |
| ----------------- | --- |
| 21 listopada 2004 | Sport Colombia Fernando de la Mora – 12 de Octubre Itaugua 0:0                                                    |
| 21 listopada 2004 | Tacuary Asunción – Club Olimpia 3:2 Julio Ortellado 25, 46, Emilio Ibarra 41 – David Villalba 63, Jorge Brítez 81 |
| 21 listopada 2004 | Club Sol de América – Club Guaraní 0:1 Pablo Giménez 91                                                           |
| 21 listopada 2004 | Club Nacional – Club Libertad 2:1 Dante López 30, 78 – Pablo Garnier 10                                           |
| 21 listopada 2004 | Cerro Porteño – Sportivo Luqueño 2:0 Julio dos Santos 13, César Augusto Ramírez 79                                |

### Clausura 17
| Data              | Mecz |
| ----------------- | --- |
| 28 listopada 2004 | Club Olimpia – Club Sol de América 2:2 Jorge Brítez 12, Cassio 74 – Aldo Sanabria 27, Cristian Bogado 66                                  |
| 28 listopada 2004 | Sportivo Luqueño – Tacuary Asunción 2:3 Alfredo Amarilla 15, Juan Hermosilla 39 – Edgar Gamarra 51, Julio Ortellado 70, 73                |
| 28 listopada 2004 | Club Libertad – Cerro Porteño 4:3 Pablo Garnier 16, 60, Roberto Bonet 21, Juan Samudio 74 – Ernesto Cristaldo 11, 31k, Jorge Achucarro 51 |
| 28 listopada 2004 | 12 de Octubre Itaugua – Club Guaraní 1:2 Juan Mendieta 7 – Ignacio Rolón 9s, Pablo Giménez 74                                             |
| 29 listopada 2004 | Sport Colombia Fernando de la Mora – Club Nacional 1:2 Carlos Mereles 57 – Dante López 43, Ariel Aldama 47                                |

### Clausura 18
| Data           | Mecz |
| -------------- | --- |
| 3 grudnia 2004 | Cerro Porteño – Sport Colombia Fernando de la Mora 2:1 Julio dos Santos 10, 82 – César Bordaberry 35                                               |
| 4 grudnia 2004 | Club Nacional – 12 de Octubre Itaugua 1:1 Elvis Marecos 48 – Darío Flores 73                                                                       |
| 5 grudnia 2004 | Club Sol de América – Sportivo Luqueño 4:1 Cristian Jara Lunghi 7, Aldo Sanabria 63k, Mariano Barrientos 66, Marcos Aguilera 84 – José Pedrozo 71s |
| 5 grudnia 2004 | Tacuary Asunción – Club Libertad 1:1 Julio Ortellado 51 – Gustavo Morínigo 20k                                                                     |
| 5 grudnia 2004 | Club Guaraní – Club Olimpia 3:1 Pablo Giménez 25k, 36, Kenji Fukuda 48 – Gonzalo Belloso 85                                                        |

### Tabela końcowa Clausura 2004
| Poz | Klub                               | Mecze | Zw | Rem | Por | Pkt | BrZd | BrStr |
| --- | ---------------------------------- | ----- | -- | --- | --- | --- | ---- | ----- |
| 1   | Cerro Porteño                      | 18    | 12 | 2   | 4   | 38  | 30   | 13    |
| 2   | Club Libertad                      | 18    | 9  | 4   | 5   | 31  | 27   | 22    |
| 3   | Club Nacional                      | 18    | 7  | 6   | 5   | 27  | 29   | 24    |
| 4   | Tacuary Asunción                   | 18    | 4  | 12  | 2   | 24  | 15   | 14    |
| 5   | Club Guaraní                       | 18    | 5  | 8   | 5   | 23  | 21   | 29    |
| 6   | Sport Colombia Fernando de la Mora | 18    | 5  | 6   | 7   | 21  | 22   | 24    |
| 7   | Club Sol de América                | 18    | 5  | 5   | 8   | 20  | 25   | 27    |
| 8   | Sportivo Luqueño                   | 18    | 4  | 8   | 6   | 20  | 23   | 29    |
| 9   | 12 de Octubre Itaugua              | 18    | 3  | 9   | 6   | 18  | 19   | 22    |
| 10  | Club Olimpia                       | 18    | 4  | 4   | 10  | 16  | 22   | 29    |

Mistrzem Paragwaju, jako zwycięzca zarówno turnieju Apertura jak i Clausura, został klub Cerro Porteño.

## Sumaryczna tabela sezonu 2004
| Poz | Klub                               | Mecze | Zw | Rem | Por | Pkt | BrZd | BrStr |
| --- | ---------------------------------- | ----- | -- | --- | --- | --- | ---- | ----- |
| 1   | Cerro Porteño                      | 36    | 24 | 7   | 5   | 79  | 61   | 26    |
| 2   | Club Libertad                      | 36    | 20 | 9   | 7   | 69  | 71   | 35    |
| 3   | Tacuary Asunción                   | 36    | 12 | 16  | 8   | 52  | 40   | 27    |
| 4   | Club Guaraní                       | 36    | 13 | 12  | 11  | 51  | 41   | 54    |
| 5   | Club Nacional                      | 36    | 12 | 11  | 13  | 47  | 48   | 48    |
| 6   | Club Sol de América                | 36    | 10 | 9   | 17  | 39  | 39   | 51    |
| 7   | Club Olimpia                       | 36    | 10 | 9   | 17  | 39  | 43   | 57    |
| 8   | Sportivo Luqueño                   | 36    | 7  | 16  | 13  | 37  | 42   | 59    |
| 9   | 12 de Octubre Itaugua              | 36    | 8  | 12  | 16  | 36  | 37   | 50    |
| 10  | Sport Colombia Fernando de la Mora | 36    | 9  | 9   | 18  | 36  | 43   | 58    |

Ze względu na najgorszą średnią liczbę punktów na mecz z ostatnich trzech sezonów spadły dwa kluby – Sport Colombia Fernando de la Mora i Club Sol de América, a na ich miejsce awansowały 3 de Febrero Ciudad del Este i General Caballero Asunción.